# IEEE 802.3ae
IEEE 802.3ae est un groupe de travail du sous-comité IEEE 802.3 chargé de développer et de spécifier le standard 10 Gigabit Ethernet sur fibre optique connu aussi sous le nom de 10GBASE-F.

## Variantes du standard 10GBASE-F
IEEE 802.3ae a publié depuis 2002 sept variantes du standard 10GBASE-F utilisant indistinctement :
- deux modes de transmission de données (multimode et monomode) ;
- trois longueurs d'onde différentes (850, 1310 et 1550 nm) ;
- trois types de réseaux (LAN, MAN, WAN).

| Type        | Longueur d'onde [nm] | Mode       | Distance [mètres] | Bande passante modale [MHz·km] | Application                |
| ----------- | -------------------- | ---------- | ----------------- | ------------------------------ | -------------------------- |
| 10GBASE-LX4 | 1310                 | Multi Mono | 300 10 000        | 500 2 000                      | Peu utilisé                |
| 10GBASE-SR  | 850                  | Multi      | 82 300            | 500 2 000                      | Data Center                |
| 10GBASE-LR  | 1310                 | Mono       | 10 000            | n/a                            | Metro/ Campus              |
| 10GBASE-LRM | 1310                 | Multi      | 220               | n/a                            | Bâtiment (vertical)        |
| 10GBASE-ER  | 1550                 | Mono       | 40 000            | n/a                            | Metro/ MAN-WAN             |
| 10GBASE-SW  | 850                  | Mono       | 300               | 500                            | Bâtiment (vertical)        |
| 10GBASE-LW  | 1310                 | Mono       | 10 000            | n/a                            | Centre de calcul/ Backbone |
| 10GBASE-EW  | 1550                 | Mono       | 40 000            | n/a                            | Centre de calcul/ Backbone |